# Basilica di San Nicola da Tolentino
La basilica di San Nicola da Tolentino è un importante luogo di culto cattolico di Tolentino, in provincia e diocesi di Macerata.

## Storia
La basilica, in origine intitolata a San Giorgio, venne costruita fra il XIII secolo ed il XIV secolo per poi essere completata ed arricchita nei secoli successivi.
Nel 1476 venne dedicata a San Nicola da Tolentino che era stato ospitato per circa trenta anni nell'annesso convento, morendovi nel 1305.
Nel XVIII secolo venne portata a termine la facciata mentre nel 1783 è stata elevata alla dignità di Basilica minore.
Nel 1932 venne costruita la cripta dove è stato posto il corpo del santo, rinvenuto nel 1926. Danneggiata dal terremoto del Centro Italia del 2016, la facciata fu coperta da un telone che ne riproduceva l'immagine a grandezza naturale. 
A oltre due anni dalla chiusura a causa del fenomeno sismico, riapre parzialmente il 16 dicembre 2018. La navata viene di nuovo utilizzata per la messa e la cappella delle Sante Braccia riaperta al pubblico. Il Cappellone e la parte absidale rimangono, invece, chiuse.

## Descrizione

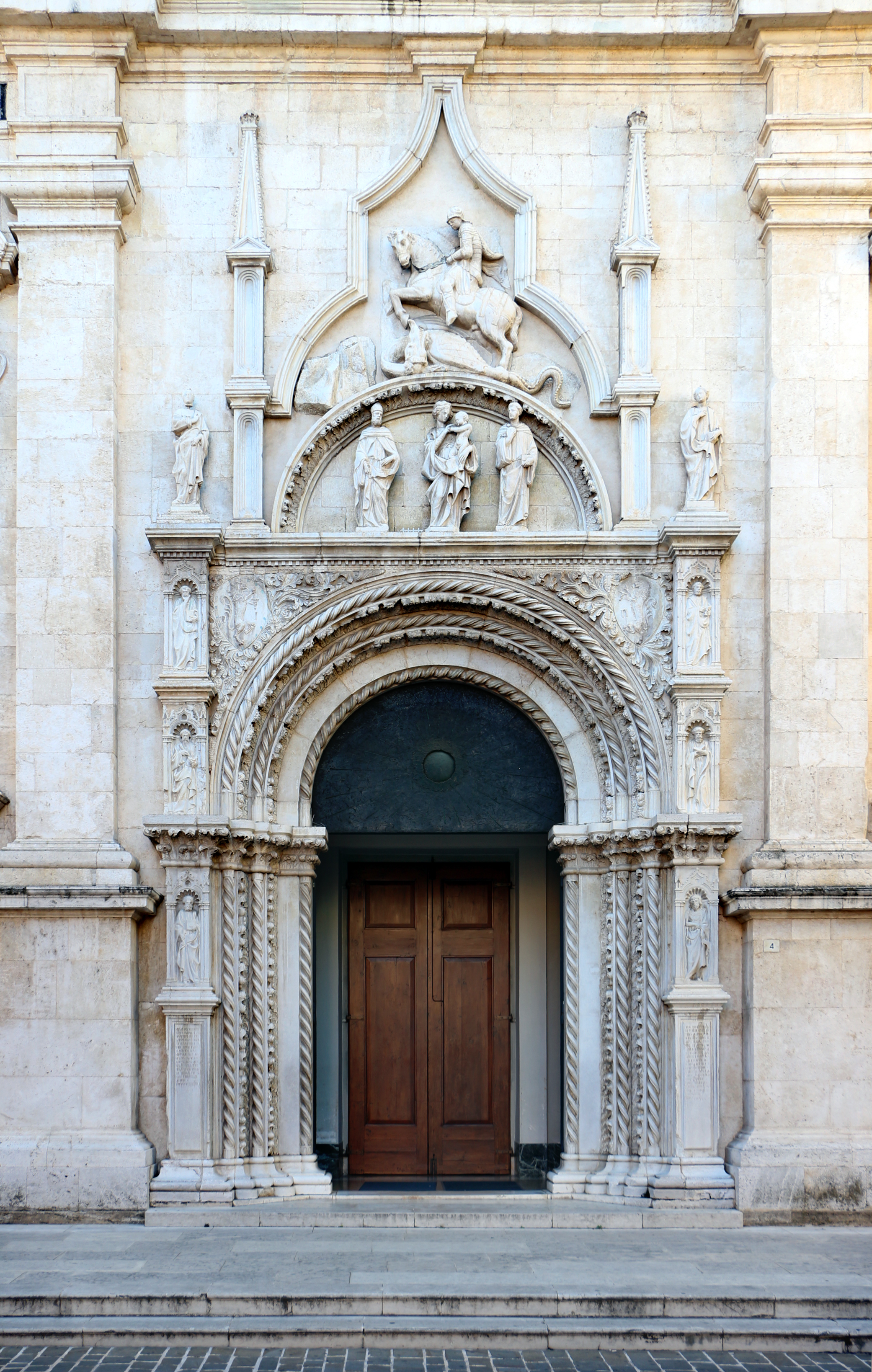
Nanni di Bartolo, Portale, 1432-35

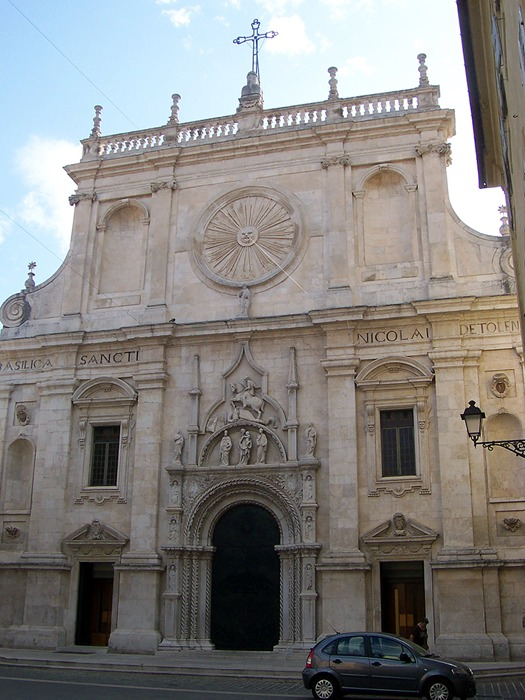
La facciata

### Esterno
La facciata della basilica, in origine a capanna, fu arricchita, tra 1432 e 1435, dal portale opera di Nanni di Bartolo, scultore allievo ed interprete di Donatello, allora operante a Venezia. Quest'ultimo elemento architettonico è in stile gotico fiorito. Le iscrizioni nei basamenti laterali dei contrafforti che chiudono il portale informano che il committente fu il celebre condottiero Niccolò Mauruzi da Tolentino, il cui stemma occupa i pennacchi dell'arco da entrambi i lati. Al di sopra di tali basamenti sono tre nicchie per lato che ospitano tre bassorilievi che raffigurano Santi, tra i quali sono riconoscibili San Pietro e San Giovanni Battista. All'interno la porta è affiancata da un'alternanza di colonnine tortili e motivi vegetali che girano al di sopra in un arco a tutto sesto. Al di sopra una cornice modanata funge da base alla lunetta nella quale sono tre sculture raffiguranti, da sinistra, Sant'Agostino, la Madonna col Bambino e San Nicola da Tolentino. Più all'esterno si trovano le statue dell'Angelo annunciante e della Vergine annunziata. Superiormente alla lunetta, all'interno della cornice di un arco mistilineo, fiancheggiato da pinnacoli, è il gruppo ad altorilievo con San Giorgio e il Drago, soggetto che riporta all'antica denominazione della Basilica. Al culmine, sopra la punta dell'arco, è un'altra statua di Dio Padre benedicente. Nel portale Nanni di Bartolo unisce due linguaggi: l'architettura è a tutta evidenza veneziana, con l'arco mistilineo, i pinnacoli, le colonnine a spirale, il decorativismo di alcuni elementi, mentre la scultura, di salda concretezza plastica e naturalistica, è del tutto fiorentina.
Il primo ordine della facciata, inferiore, che si conclude nella cornice marcapiano che divide la facciata, fu realizzato nel 1630 su progetto di Florindo Orlandi di Cagli, che comprese il portale quattrocentesco in un plastico prospetto tardomanierista in travertino, aggiungendo due portali e due finestroni laterali. Nel 1757 ad opera di Giovanni Andrea Ascani venne portato a compimento il secondo ordine.
Lungo il fianco della basilica sono visibili tracce murarie della struttura antica con caratteristici archetti pensili. Il campanile, tardo gotico, risultava essere esistente nel 1492. Nel 1519 ne venne rifatto il tetto a seguito dei danni riportati per un fulmine. Gli ultimi ordini sono però frutto di un restauro settecentesco.
Sul lato sud si apre il chiostro agostiniano, di origini trecentesche e molto alterato nei secoli in base alla crescita del monastero. Soprattutto nel XVII secolo il chiostro venne ristretto per la costruzione di nuove celle per i monaci e delle cappelle laterali della chiesa. Le gallerie del chiostro presentano su tutte le pareti scenografici affreschi barocchi raffiguranti le  Storie di San Nicola, eseguiti tra il 1690 e il 1695 da Giovanni Anastasi e Agostino Orsoni.

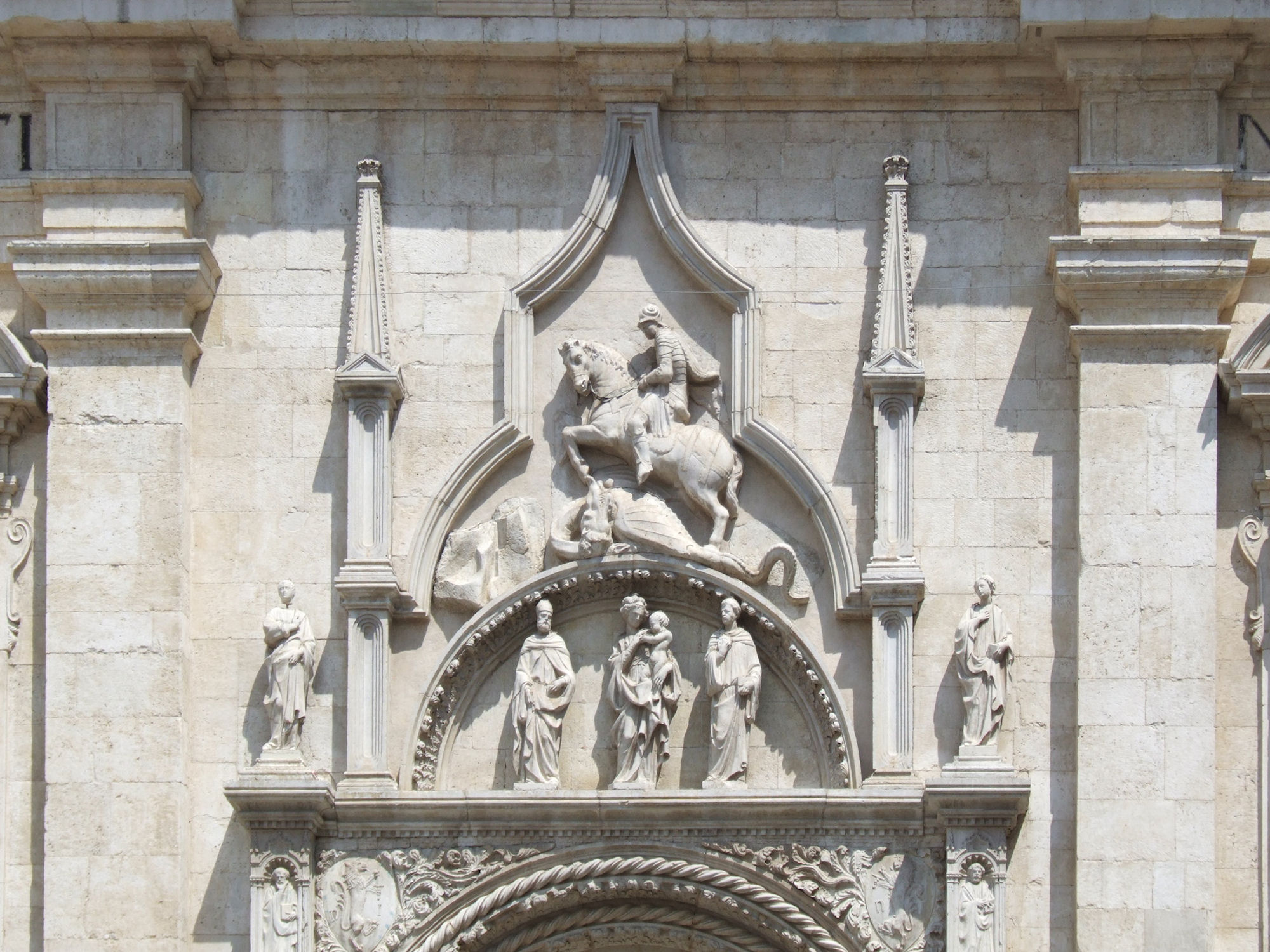
Lunetta del portale
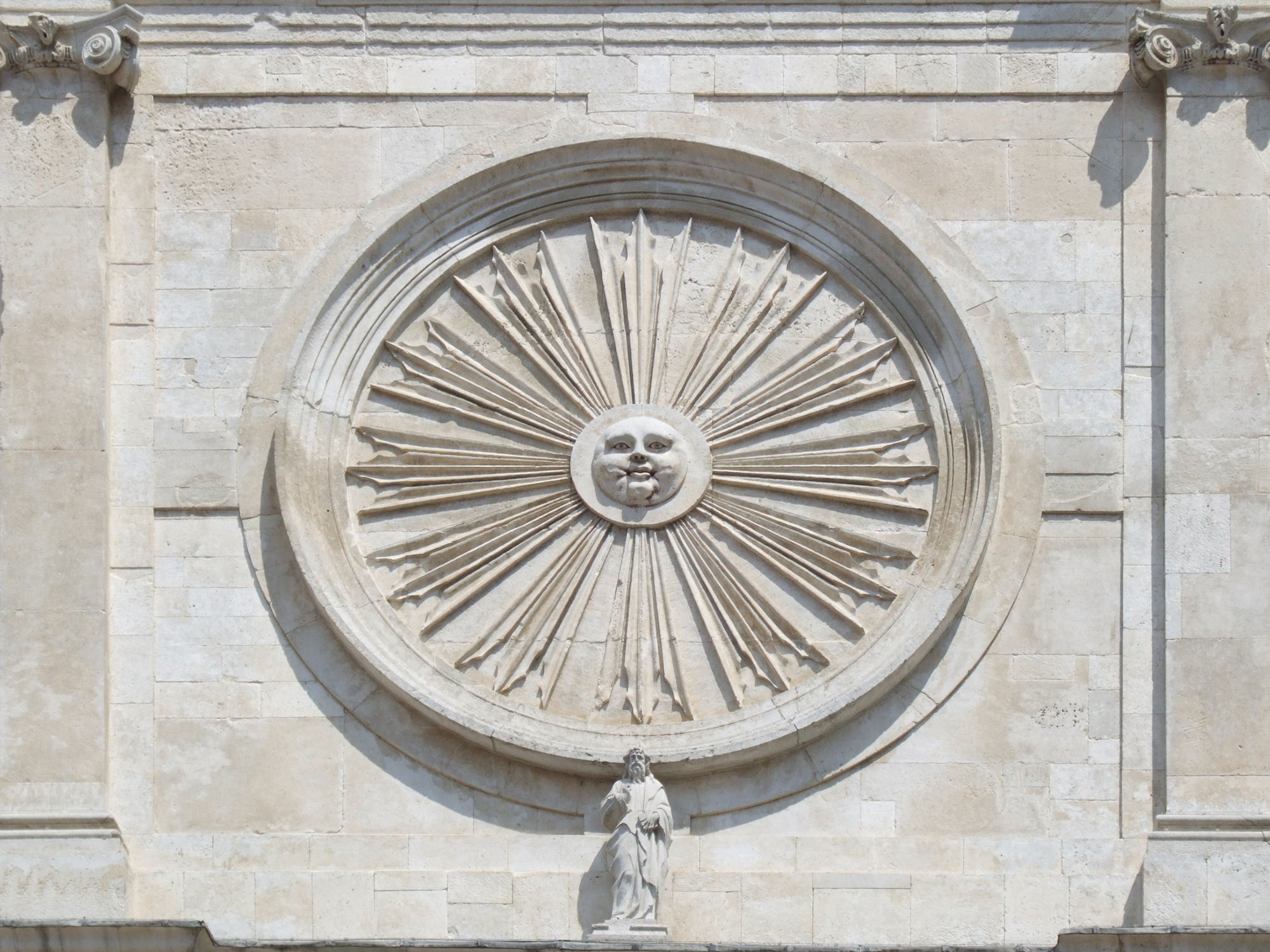
Il rosone
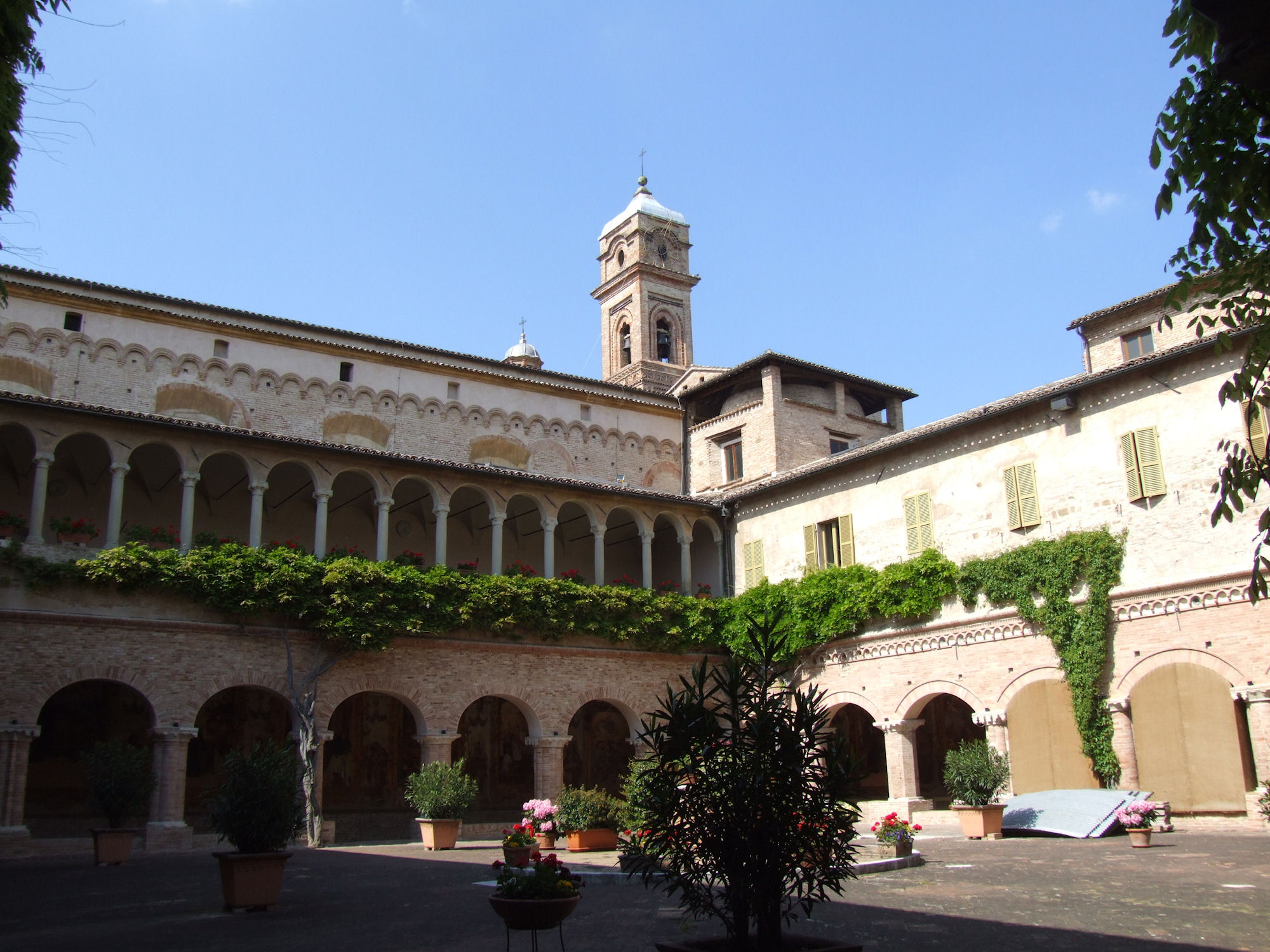
Il chiostro
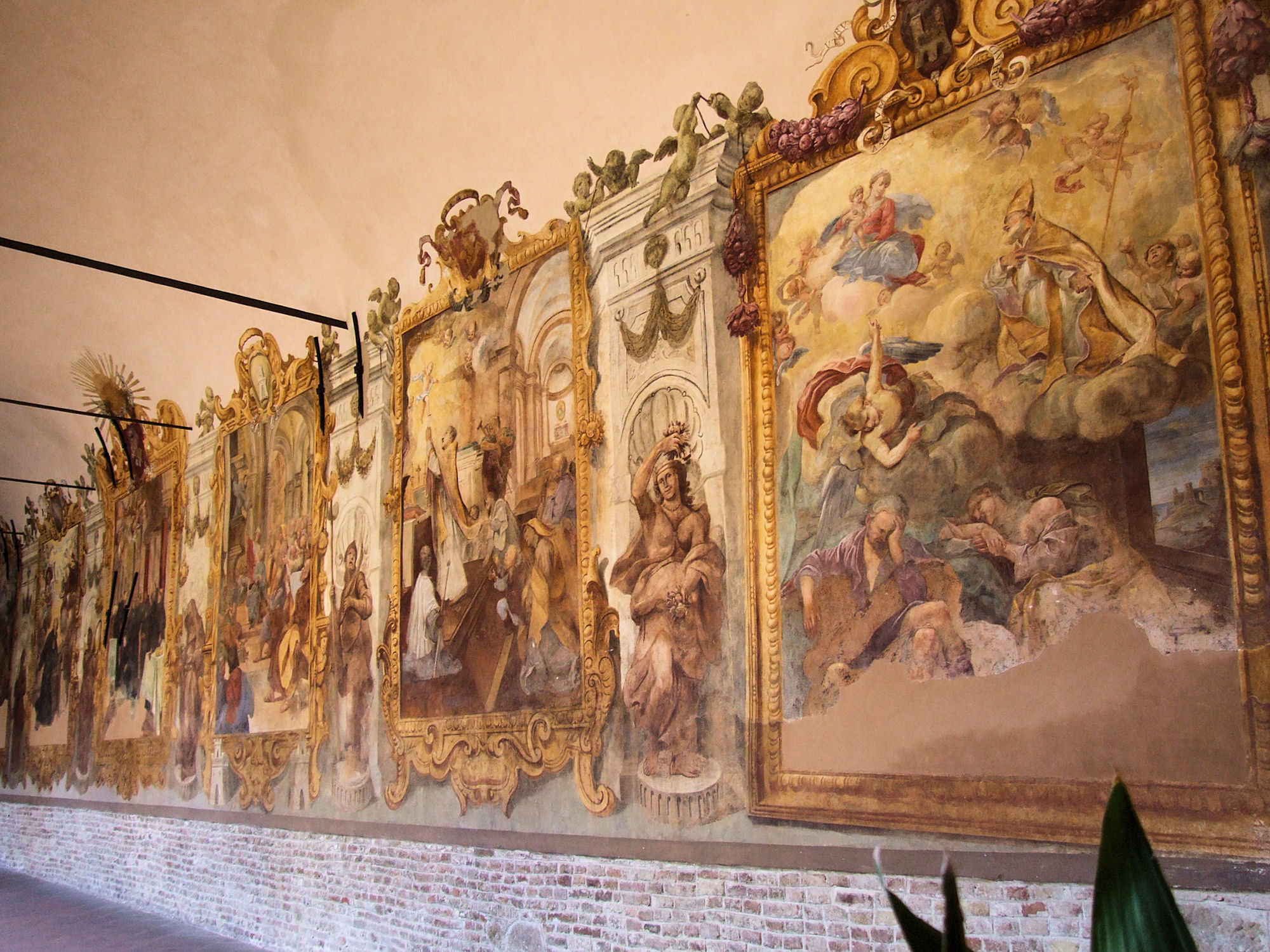
Affreschi del chiostro

### Interno

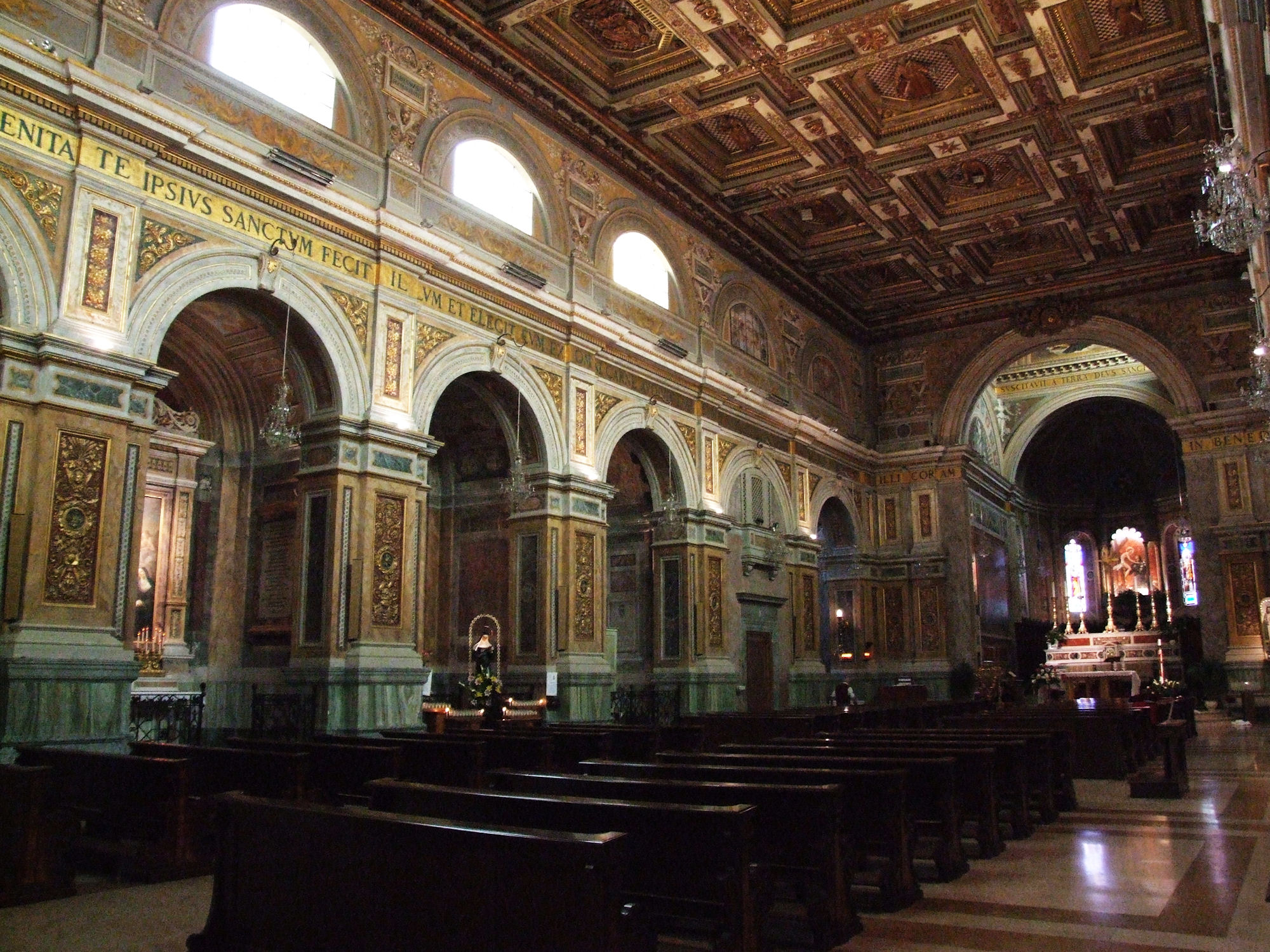
Interno

L'interno è il frutto di un grande cantiere durato sino alla seconda metà del XV secolo, anche se negli anni successivi si ebbero ulteriori modifiche, come nel 1632 quando si deliberò la costruzione delle cappelle laterali, quattro per lato. L'attuale aspetto dell'aula è dovuto al rifacimento ad opera dell'architetto fermano Giovanni Battista Carducci nella seconda metà del XIX secolo. Di grande effetto è il soffitto a cassettoni lignei dorati, voluto dal vescovo agostiniano Giambattista Visconti e realizzato da Filippo e Piero da Firenze tra il 1605 ed 1628. L'opera ebbe il costo di 40.000 scudi romani. 
Sull'altare maggiore era anticamente un polittico del tolentinate Marchisiano di Giorgio commissionato nel 1518, eseguito in collaborazione con Catervo di Piermarino, che oggi si conserva smembrato all'interno del Museo della Basilica.

### Cappelle a sinistra
- Prima cappella: intitolata alla Madonna dei Miracoli, ha una pala con San Giovanni che ridà vita ad una ragazza, opera di Giovanni Anastasi (1691);
- Seconda cappella: dedicata a Santa Rita, ha una copia del 1912 dell'originaria pala del Brandi oggi a Roma;
- Terza cappella: intitolata alla Beata Vergine della Consolazione, venne eretta dalla Confraternita dei Cinturati e possiede una pala di Luigi Fontana del XIX secolo raffigurante la Madonna della cintura fra i Santi Agostino e Monica;
- Quarta cappella: dedicata a San Tommaso da Villanova, con una pala di Giuseppe Ghezzi (1663).

### Cappelle a destra

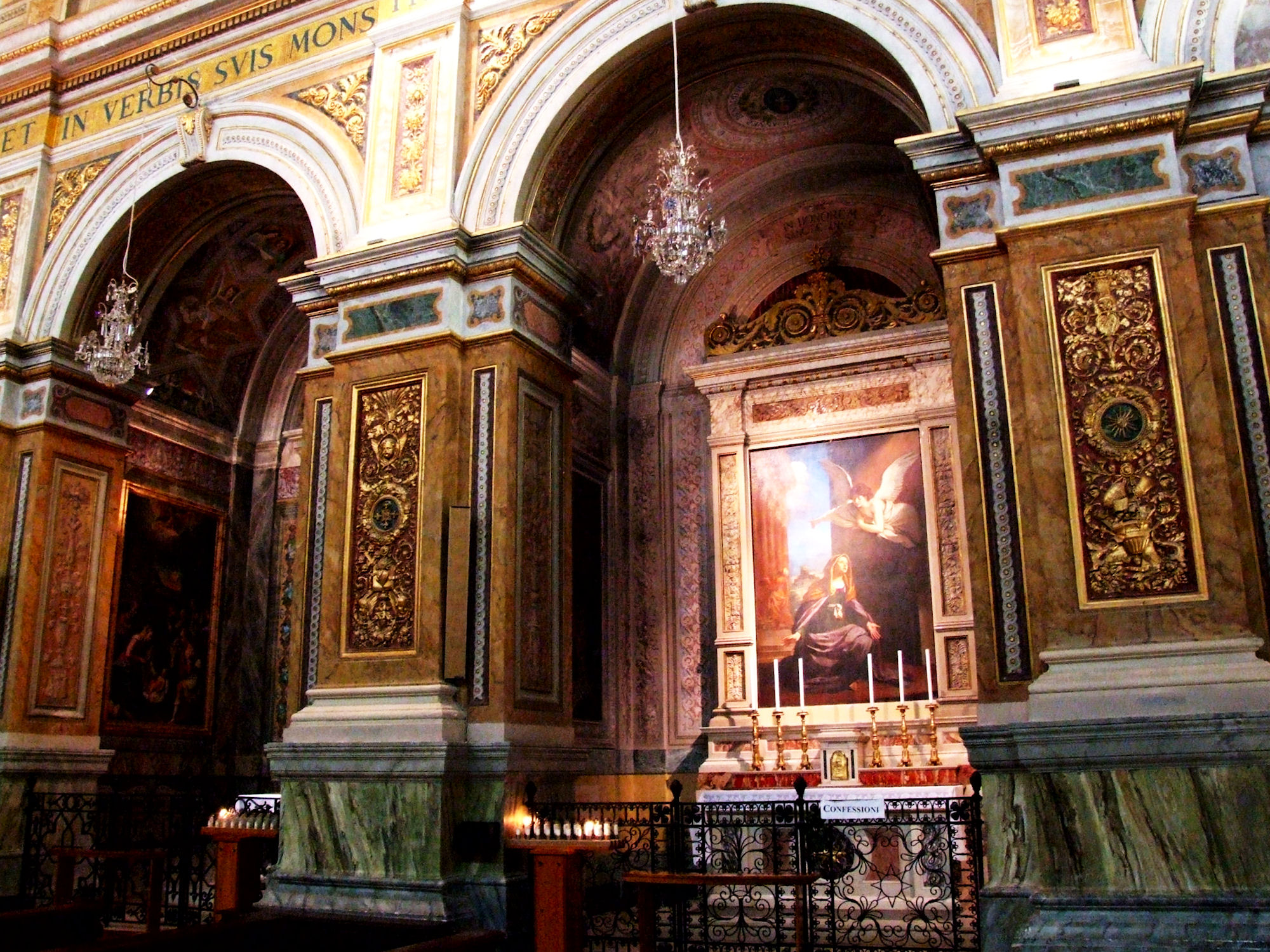
Cappella Benadduci

- Prima cappella: costruita dalla nobile famiglia locale dei Benadduci, sull'altare è un importante dipinto del Guercino raffigurante Sant'Anna (1640);[9] sulle pareti laterali sono due tele raffiguranti la Gloria di Santa Lucia e l'Orazione nell'orto di Marcantonio Romoli, rispettivamente del 1754 e del XVII secolo;
- Seconda cappella: dedicata al Sacro Cuore, ha una pala del 1920 raffigurante il Cristo che mostra il Sacro Cuore a Santa Margherita; sulle pareti laterali sono siti a sinistra una Adorazione dei Pastori attribuita al Malpiedi mentre a destra è Crocifisso che secondo la tradizione sarebbe lo stesso adorato da San Nicola;
- Terza cappella: intitolata alla Beata Vergine del Buon Consiglio, ha una pala del XIX secolo;
- Quarta cappella: dedicata alla Vergine della Pace, possiede una tela di Giuseppe Lucatelli (1810) mentre sotto l'altare sono site le reliquie di una martire cristiana chiamata Lorenzina.

### Presbiterio
Nella parete fondale della navata si apre il presbiterio, costituito da una campata quadrangolare e da un'abside semicircolare.
L'altare maggiore è in marmi policromi e venne eseguito in occasione del VI centenario della morte di San Nicola nel 1905. Il coro ligneo è in stile barocco mentre la cupola è una creazione di Giovanni Battista Carducci (1859) e contiene un affresco di Luigi Fontana raffigurante la Visione di Ezechiele, chiaramente tratto da un'opera di Raffaello. Ai lati del presbiterio una porta conduce ad un piccolo ambiente decorato con due tele seicentesche opere di Giovanni Battista Foschi eseguite tra 1627 e 1629, le uniche superstiti di un progetto più ampio.

### Cappella del Santissimo Sacramento

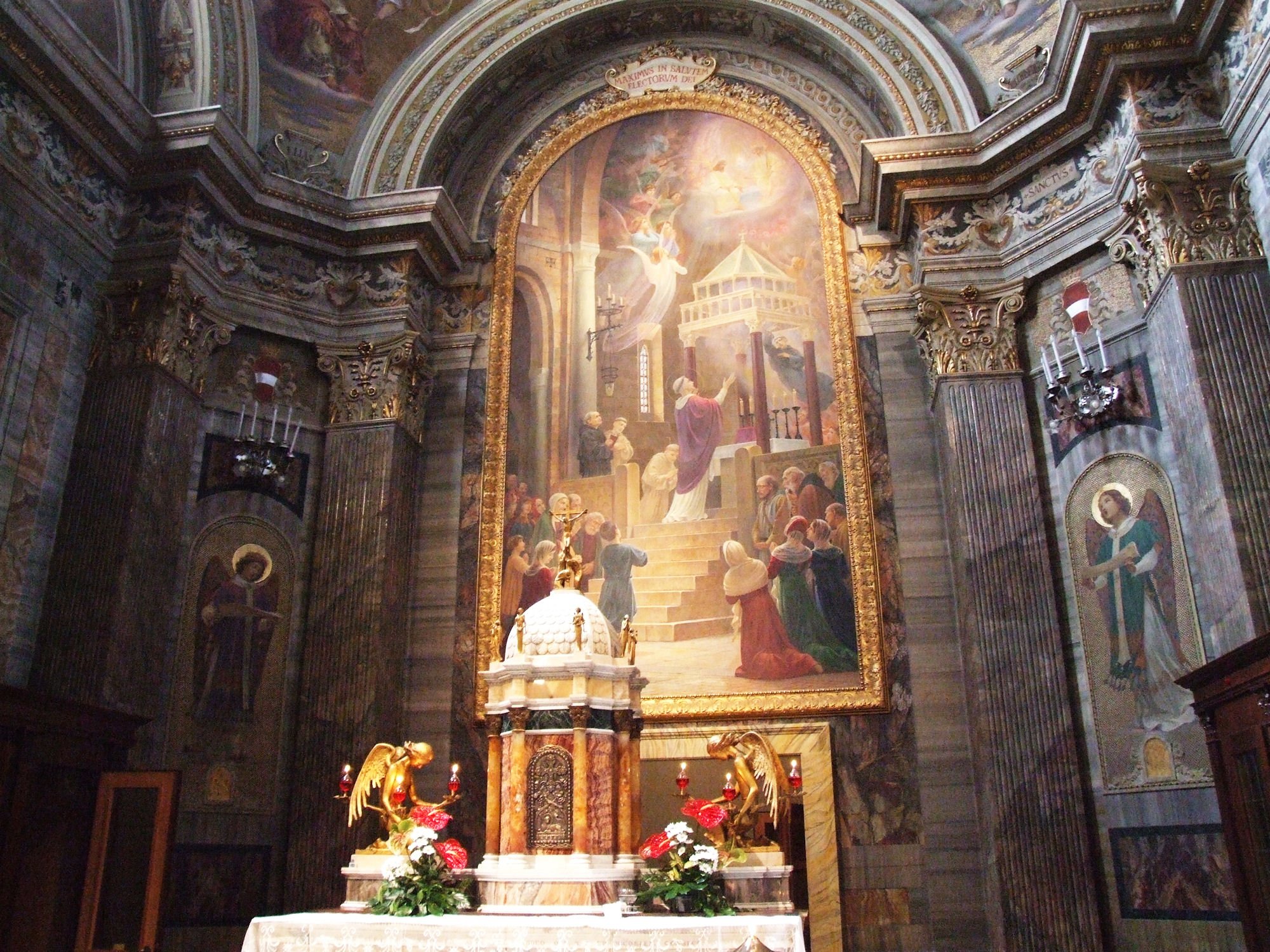
La cappella del Santissimo Sacramento

La cappella del Santissimo Sacramento venne edificata nel 1608 per volere del comune di Tolentino in modo da dare degna sistemazione alle Sante Braccia ma successivamente venne destinata ad ospitare il Santissimo Sacramento. Fu completata dal Carducci nell'Ottocento e venne affrescata da Francesco Ferranti nel 1905.

#### Atrio
Opposto alla Cappella del Sacramento è un atrio che fa da andito alla Cappella delle Sante Braccia e al Cappellone di San Nicola. Vi si notano alcuni frammenti di affreschi dei quali non si ha una datazione precisa ed un dipinto settecentesco raffigurante San Nicola da Tolentino in Gloria.

### Cappellone di san Nicola

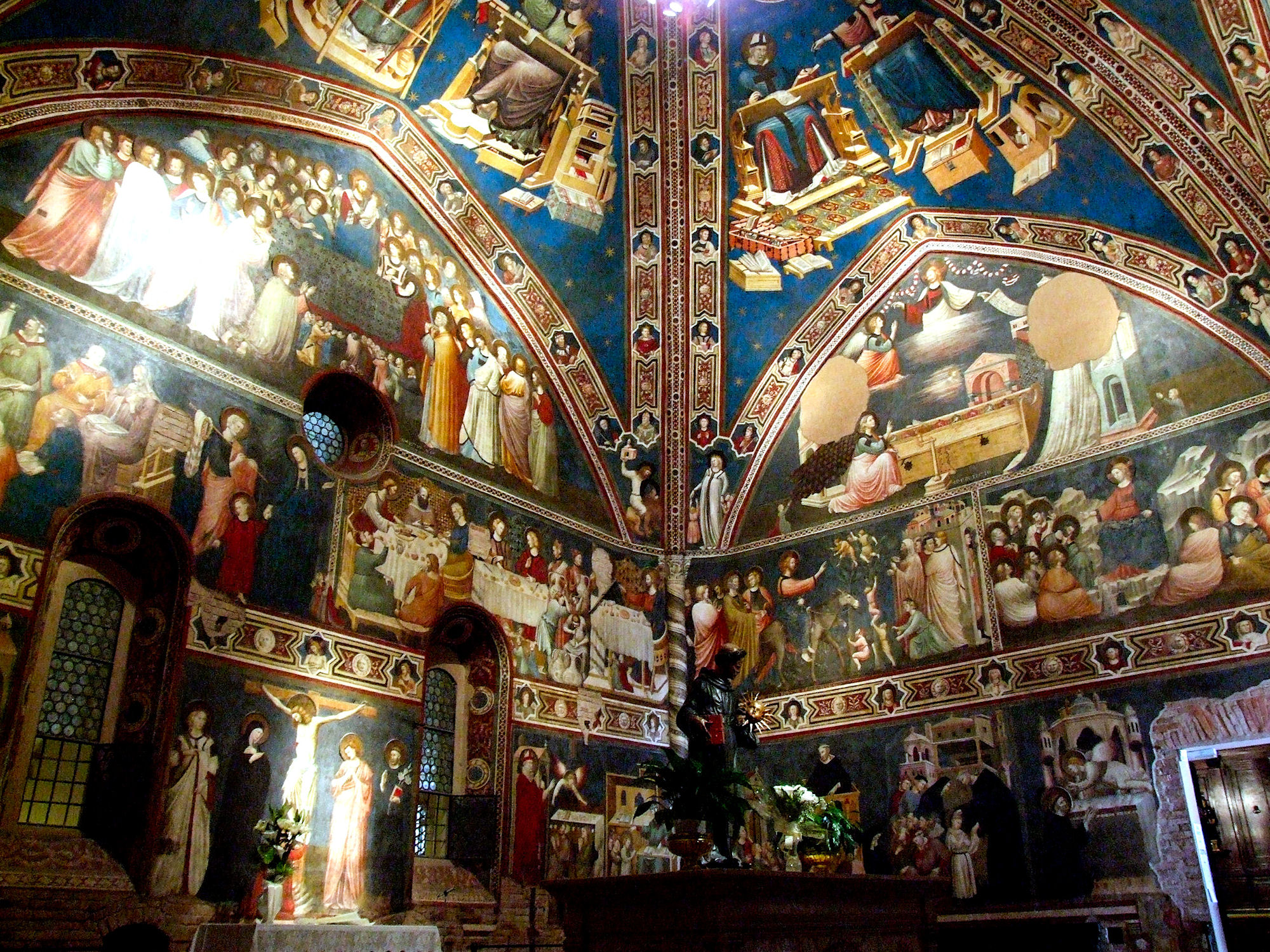
Cappellone di San Nicola

Il Cappellone di san Nicola è un grande ambiente voltato a crociera al quale anticamente si accedeva da due ingressi: uno si trovava sulla parte sinistra, parte grazie al quale il Cappellone comunicava con gli altri ambienti della chiesa e dove c'era la zona riservata alla clausura del monastero; l'altro si trovava nel chiostro, ovvero nella parte opposta dell'altare. Ancora oggi l'ingresso principale corrisponde a quest'ultimo.
La cappella conserva un importante ciclo di affreschi trecenteschi recentemente attribuito a Pietro da Rimini, vista una certa somiglianza con i suoi affreschi nell'Abbazia di Pomposa e quelli di Santa Chiara a Ravenna, anche se il grado tecnico di rappresentazione di questi ultimi è notevolmente inferiore agli affreschi del Cappellone. La tradizione vuole invece che l'opera sia stata eseguita da un ignoto pittore, il Maestro di Tolentino. La maggior parte degli affreschi, fatta eccezione di alcuni tratti bassi del registro inferiore, è ancora ben conservato.
Nella distribuzione delle scene delle storie di Nicola, è assegnato un posto di particolare importanza poiché il ciclo di affreschi realizzato nel Cappellone non è un semplice ciclo agiografico, ma qualcosa di più ambizioso. Negli spicchi della volta si alternano gli Evangelisti ed i Dottori della Chiesa tutti ritratti seduti su di scrivanie piene di libri; osservando la volta dalla vela dove è ubicato l'altare e continuando, procedendo in senso orario si trovano Ambrogio e Marco con un leone; Agostino e Giovanni con un'aquila; Gregorio e Luca con un toro; Girolamo e Matteo con un angelo. I costoloni delle vele sono segnati da grosse fasce a fregi geometrici e vegetali, intervallati da medaglioni con busti di santi. Alla base sono raffigurate le Virtù: Carità, Prudenza, Speranza, Giustizia, Temperanza, Fede, Fortezza sotto le quali, nel punto di ricaduta della volta a crociera, vi sono delle colonnine tortili.
Le pareti sono divise in due ordini più le lunette, dove da quella di fronte all'ingresso parte la narrazione con una Annunciazione; seguono la Visitazione, la Natività, l’Adorazione dei pastori e l’Adorazione dei Magi, a seguire la Presentazione al Tempio e la Dormitio Virginis. Nella scena della Presentazione al Tempio sono presenti due piccoli personaggi inginocchiati, i committenti, laici e borghesi sono evidentemente due coniugi; mentre nella Dormitio Virginis è raffigurata una piccola folla di devoti, uomini e donne, tutti laici ma capeggiati da S. Nicola stesso. Nell'ordine mediano la narrazione è disposta in riquadri di diversa grandezza; partendo dalla parete che dà verso la chiesa dove al centro è una Strage degli innocenti; proseguendo in senso antiorario sono la Pentecoste, il Sepolcro vuoto, Cristo nel Limbo, Orazione nell'Orto, Predicazione di Gesù, Entrata a Gerusalemme, Nozze di Cana, Sacra Famiglia, Cristo fra i Dottori.
Nel ciclo cristologico mancano, evidentemente, le scene della Passione. Ad oggi, ancora non siamo a conoscenza del perché di tale mancanza che forse è dovuta alla volontà di sorvolare su tutto l'aspetto mistico doloroso. Ipotesi molto plausibile poiché si tratta di un ciclo realizzato per l’esaltazione di un santo che non aveva fama di martire.
Il registro inferiore delle pareti contiene le tredici storie sulla vita, la morte e i miracoli di S.Nicola. Partendo dal riquadro a destra della Crocefissione, inizia il senso di lettura del ciclo. La Crocefissione stessa, però, non appartiene a nessuno dei cicli citati finora poiché considerata a sé stante dato che la sua collocazione originaria sarebbe dovuta essere sopra l'altare. Il ciclo inizia quindi con L’Annuncio della nascita di Nicola, prosegue poi con la sua Educazione e Nicola che ascolta la predica di un eremitano, successivamente si trova poi la Vittoria sulla tentazione, la Celebrazione della messa per le anime del purgatorio e la Morte di Nicola. Iniziano così le scene dei numerosi miracoli di S.Nicola, che aveva una grande fama di traumaturgo. Sono molti i casi in cui si può notare una corrispondenza visiva tra le scene del ciclo cristologico e quelle del ciclo di S.Nicola.
In occasione del restauro degli affreschi fu commissionato al M° Stefano Vagnini un oratorio: Nicolaus (ed. Bongiovanni, Bologna) per strumenti antichi e 3 voci.
Al centro dell'ambiente, si trova un altare, costruito sopra l'originario luogo di sepoltura di san Nicola, sormontato da una statua policroma del medesimo, della seconda metà del XV secolo.

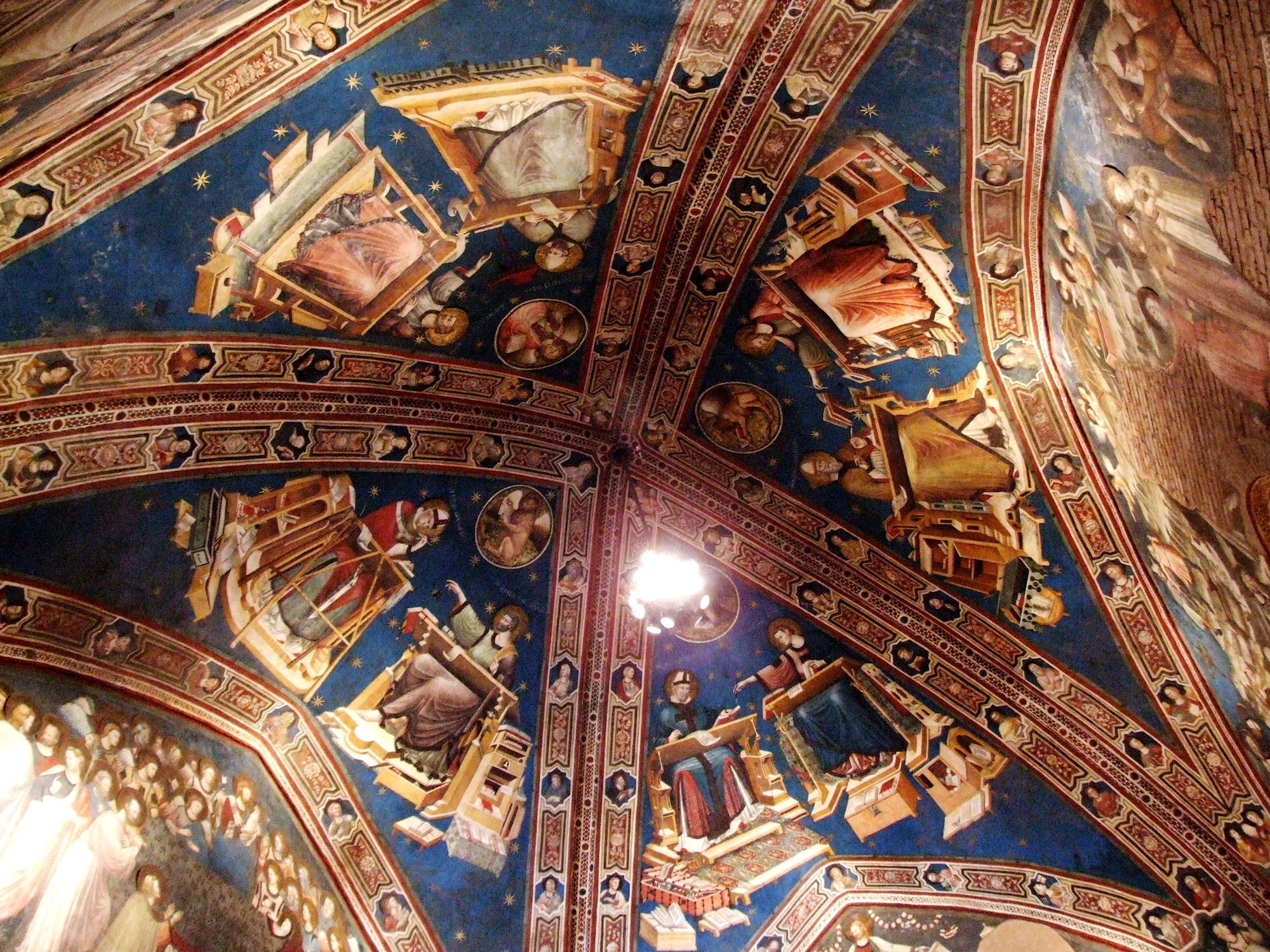
La volta
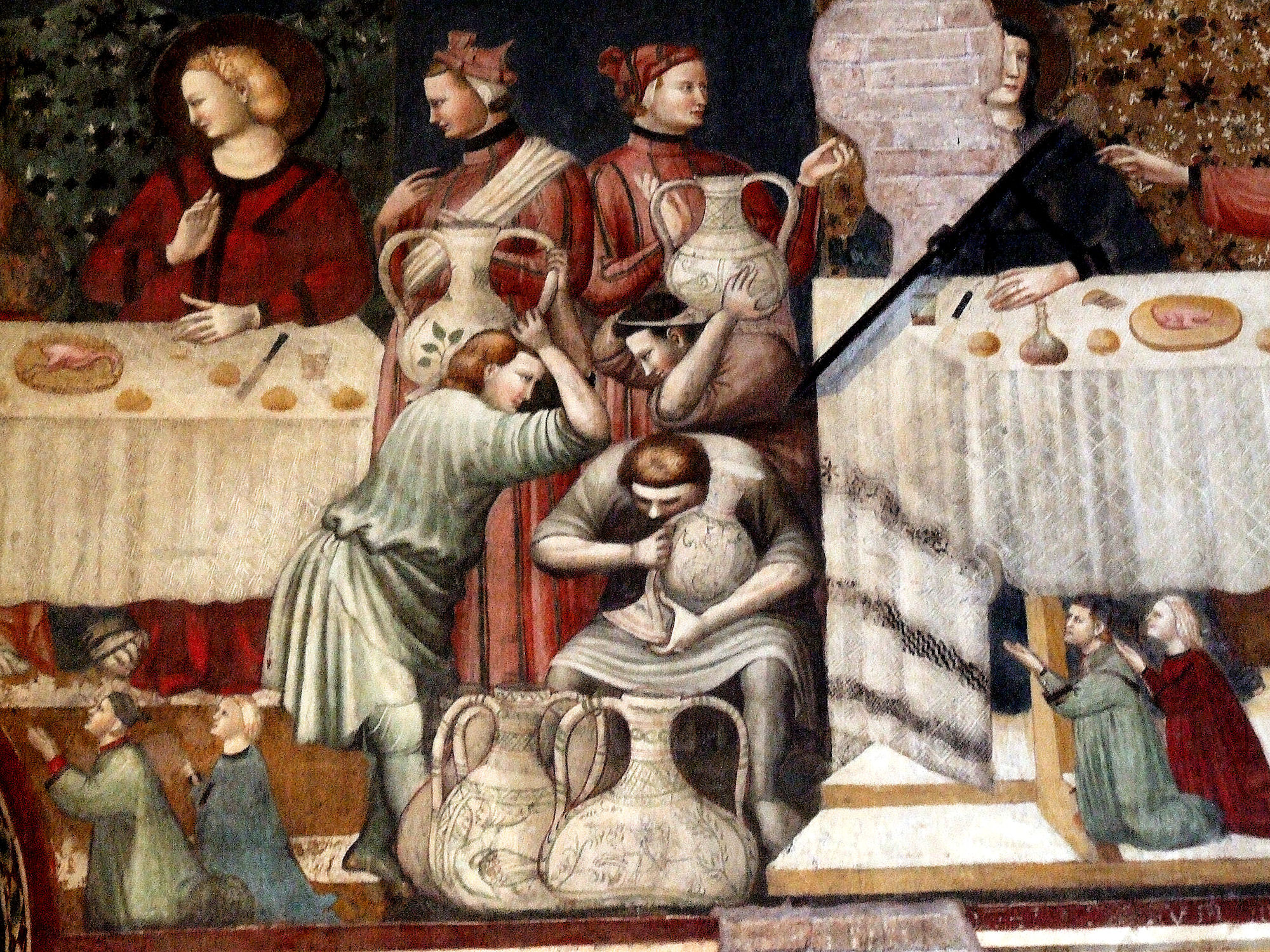
Particolare delle Nozze di Cana
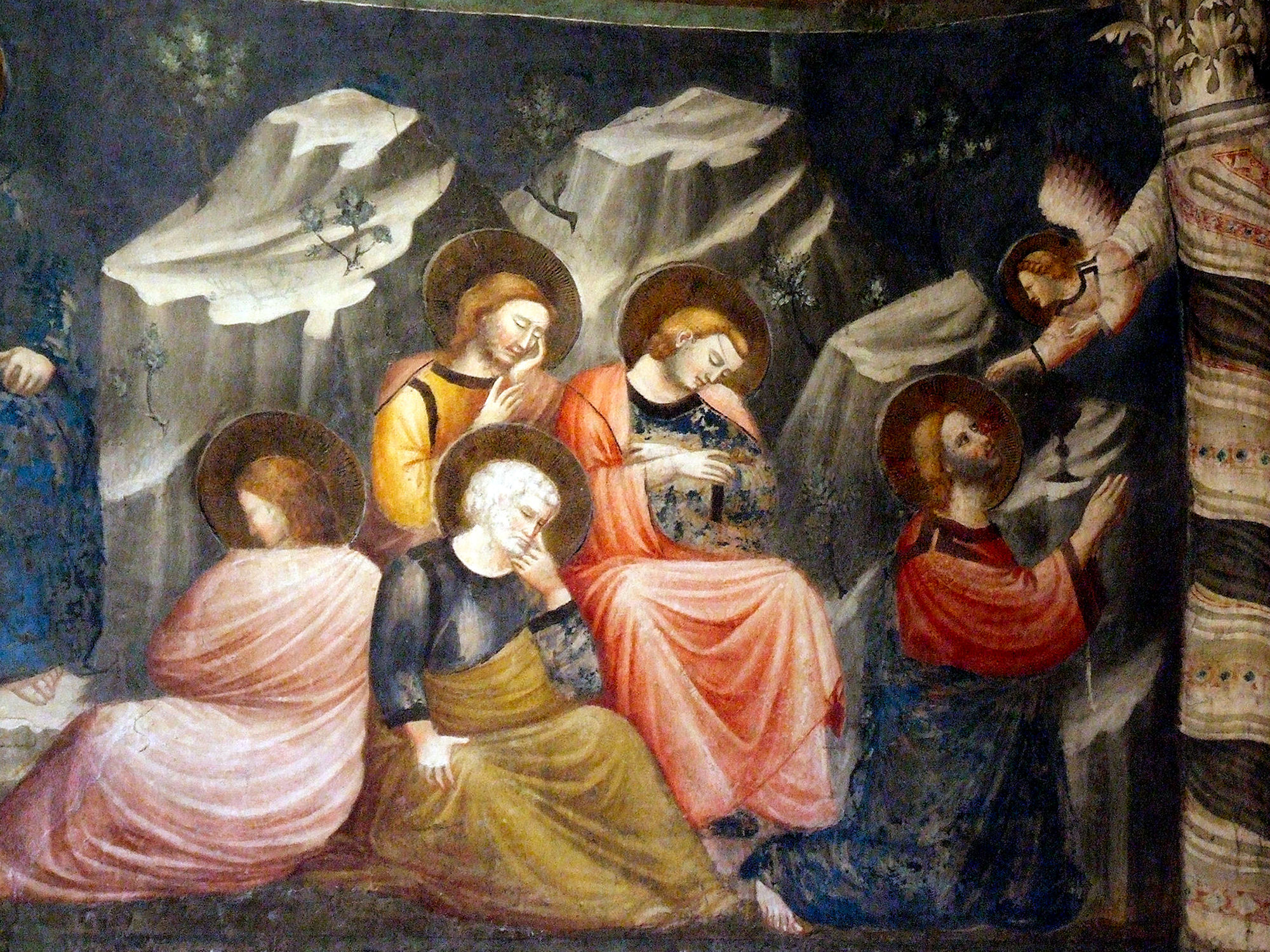
Orazione nell'Orto
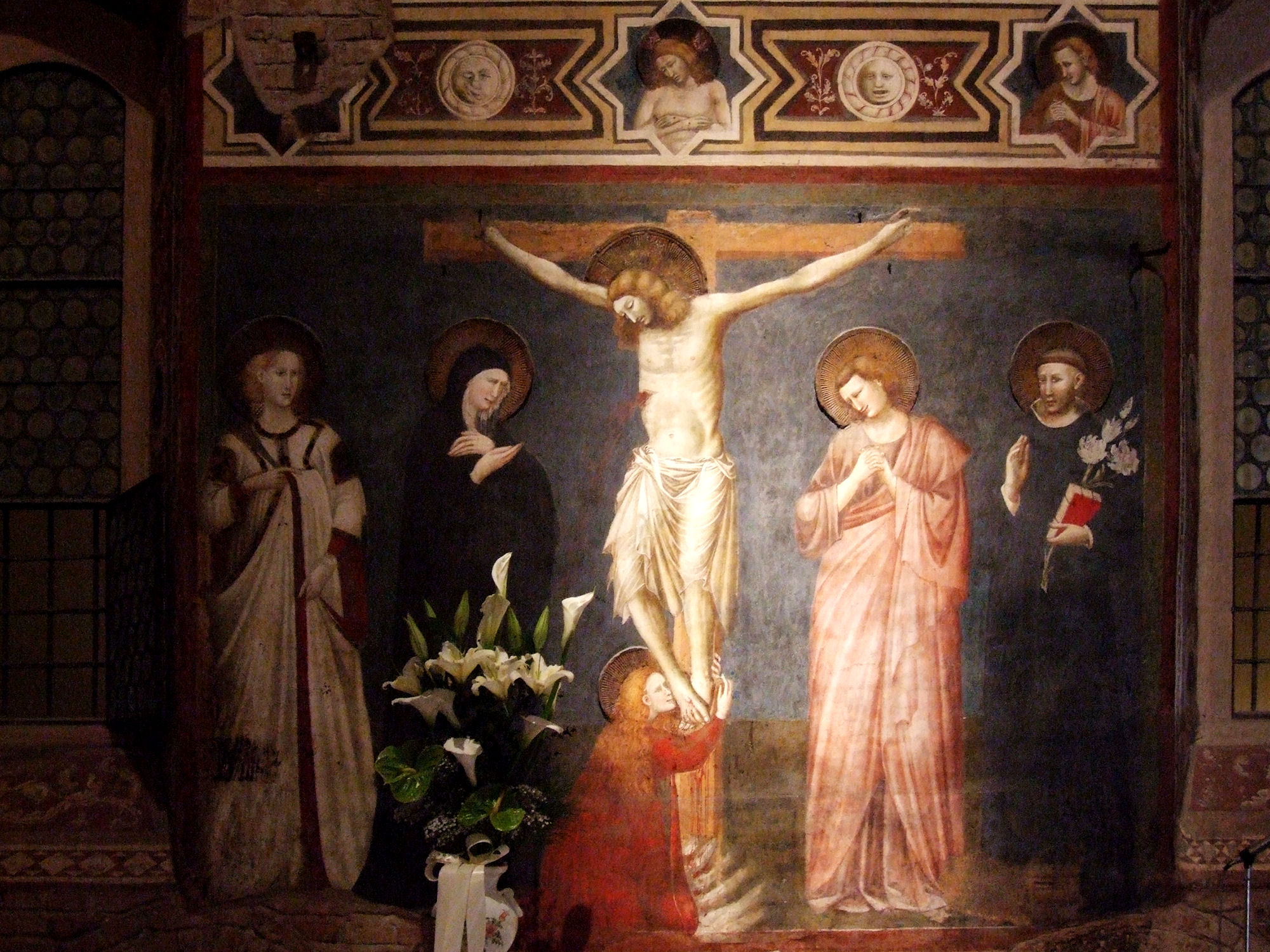
Crocifissione

#### Cappella delle Sante Braccia

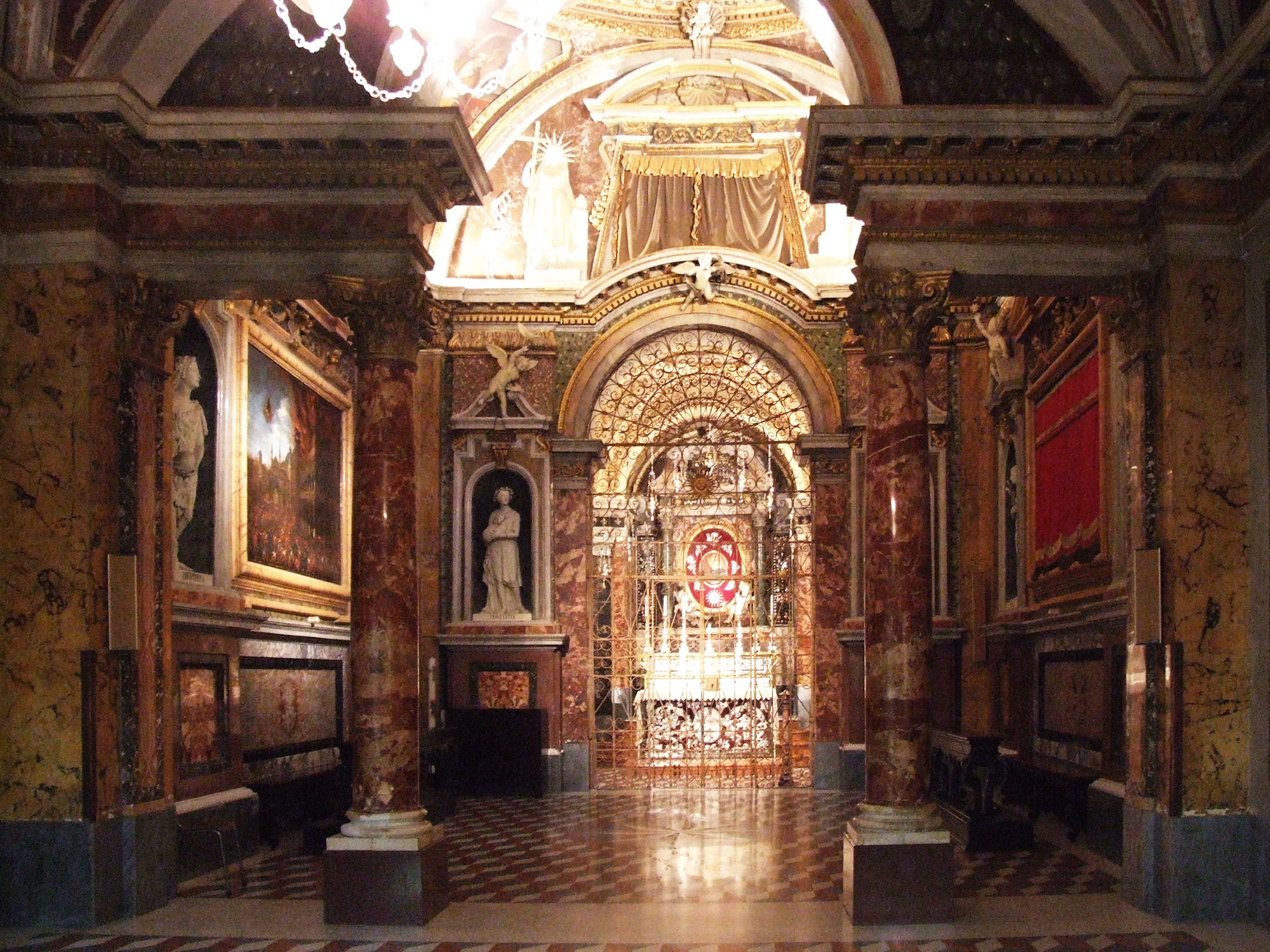
Cappella delle Sacre Braccia

La Cappella delle Sante Braccia è costituita da tre vani consecutivi realizzati nel Seicento ampliando la vecchia sacrestia quattrocentesca allo scopo di ospitarvi le reliquie delle Sante Braccia che sono collocate oggi al centro del terzo vano, chiuso da una ricca cancellata dorata. Nella seconda cappella, nella cupola, i pennacchi sono ornati da tele raffiguranti Ritratti di Pontefici, eseguite nel 1850 da Emidio Pallotta. Nell'ultima cappella due grandi tele molto suggestive rappresentano i Miracoli di San Nicola, la prima l'Incendio di Palazzo Ducale di Venezia di Matthias Stomer e l'altra La peste in una città veneta di Giovanni Carboncino, ambedue del XVII secolo.

#### Organi a canne
L'organo della Basilica, posto nella storica cantoria sopra la porta d'ingresso, è stato costruito nel 1903 da Zeno Fedeli di Foligno e in seguito ampliato ed elettrificato dalla Ditta Pinchi nel 1983. Nel 2005 è stato restaurato da Michel Formentelli.
Nella cappella delle Sante Braccia vi è un secondo strumento, costruito nel 1922 dalla ditta Tamburini (opus 79); a trasmissione pneumatica con somiere a doppio scompartimento per i manuali, ha 14 registri.

### Museo
Annesso al Santuario è il Museo aperto nel 2006, composto da otto sale corrispondenti agli ambienti che una volta ospitavano la scuola annessa al convento e che raccoglie opere dal IV-V secolo fino al XX secolo, pervenute attraverso numerosi lasciti e donazioni.
Tra le varie opere conservate si può menzionare la Natività lignea risalente ai primi decenni del Trecento, le opere del pittore slavo Marchisiano di Giorgio, attivo nelle Marche tra il XV e il XVI secolo, tra cui i pezzi della smembrata pala per l'altare maggiore della basilica, commissionata nel 1518, che comprende la cimasa con l’Eterno Padre benedicente, la lunetta col Cristo deposto e l’Annunciazione e la tavola centrale con lo Sposalizio mistico di santa Caterina tra i santi Agostino, Nicola e Apollonia in cui i tipi anatomici e le fisionomie sono derivate dal Perugino, il paesaggio evoca modelli del Pinturicchio e si vedono citazioni e ricordi, specie nelle composizioni, dal polittico di Lorenzo Lotto per Recanati, ma in una versione che sintetizza, semplifica, ma anche irrigidisce i modelli. Nel museo sono anche due tele di Simone de Magistris, tra cui un San Nicola da Tolentino di originale e coinvolgente interpretazione databile all'ottavo decennio del Cinquecento, una tela anch'essa con San Nicola da Tolentino in preghiera e committenti di Vincenzo Conti del 1598 circa, alcune tele del Seicento di Domenico Malpiedi, artista di San Ginesio.